# Пустовіти (зупинний пункт)
Пустовíти — пасажирський зупинний пункт Київської дирекції Південно-Західної залізниці.
Розташований на околиці села Пустовіти Миронівського району Київської області на лінії Київ-Деміївський — Миронівка між станціями Галине (9 км) та Миронівка (6 км).

## Сполучення
На платформі зупиняються приміські електропоїзди сполученням Київ-Пасажирський — Миронівка.

## Автошлях
Неподалік від зупинного пункту пролягає автошлях Т 1017.